# Physalaemus henselii
Physalaemus henselii là một loài ếch trong họ Leptodactylidae.
Nó được tìm thấy ở Argentina, Brasil, và Uruguay.
Các môi trường sống tự nhiên của chúng là đồng cỏ nhiệt đới hoặc cận nhiệt đới vùng ngập nước hoặc lụt theo mùa, đầm nước ngọt có nước theo mùa, vùng đồng cỏ, vườn nông thôn, và các vùng đô thị. Loài này đang bị đe dọa do mất môi trường sống.

## Hình ảnh

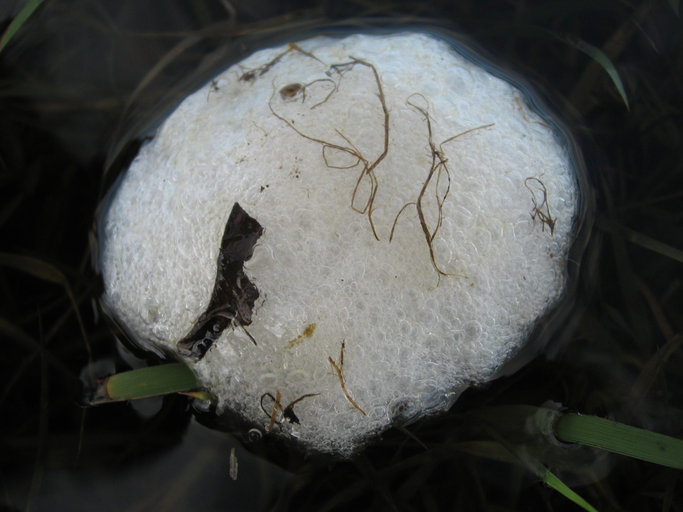
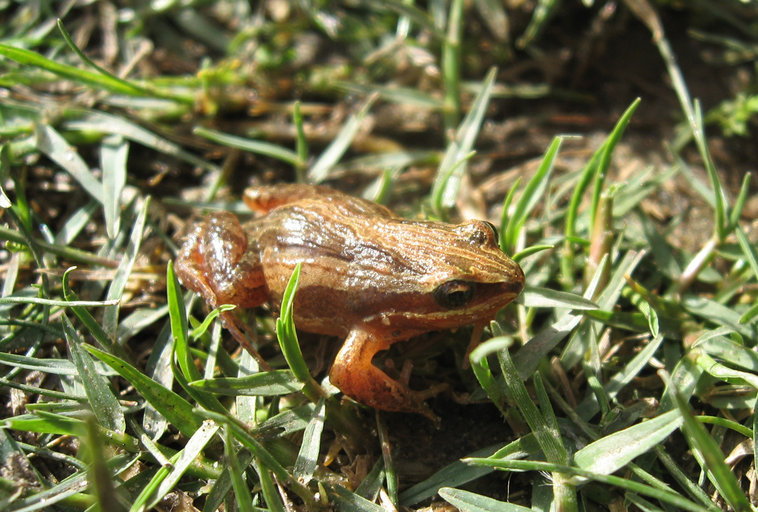